# Карамендерес
Карамендерес (тур. Karamenderes) или Ма́лый Мендере́с (тур. Küçükmenderes) — река на северо-западе Турции, протекает по территории провинции Чанаккале вблизи Трои (Илиона).
Согласно «Илиаде», в нижнем течении реки (описанной под названием Скамандр, др.-греч. Σκάμανδρος) велись битвы Троянской войны, бог реки Скамандр выступал на стороне троянцев. В 1996 году в бассейне Карамендереса был создан национальный парк.
По жёлтому цвету воды носила также название Ксанф (др.-греч. Ξάνθος, лат. Xanthos).

## Описание
Длина реки — 110 километров, площадь бассейна — около 2000 км². 79 477 га земли в бассейне реки используются под земледелие.
Карамендерес берёт начало от многочисленных небольших рек горного массива Каз (Ида). От истока река течёт в западном направлении, в низовьях, близ города Эзине поворачивает на северо-запад, проходя по равнине Кумкале. Впадает в пролив Дарданеллы близ лимана (бухты) Каранлык. Крупными притоками реки являются Акджин и Дюмрек.
В 1986—1996 годах на Карамендересе была построена плотина Байрамич (выше одноимённого города). Образованный ею запрудный водоём имеет площадь 5,85 км² и объём 86,50 км³, вода используется на нужды ирригации.